# 常盤タクシー
常盤タクシー株式会社（ときわタクシー）は、愛媛県今治市常盤町に本社を置くタクシー会社である。タクシー事業、訪問介護事業、旅行業などを行っている他、今治市玉川地域において乗合タクシーの運行を行っている。

## 事業所
- 本社 - 愛媛県今治市常盤町5丁目5-29
- 菊間営業所 - 愛媛県今治市菊間町浜754番地
- 三芳営業所 - 愛媛県西条市楠甲680-1
- ときわケアサービス - 愛媛県今治市常盤町5丁目5-29

## 沿革
- 1960年2月 - 矢野努が「常盤タクシー」を創業。
- 1963年11月 - 今治市内で最初の三菱製タクシー無線機を導入。
- 1971年 - 今治市内で最初のクーラー付きタクシーを導入。
- 1975年2月 - 新社屋落成。
- 1984年1月 - オフィスコンピューターを導入。
- 1989年11月 - 配車用のコンピューター三菱AVM導入。
- 1990年3月 - マット洗浄機（マットクリーナー）導入。
- 1991年6月 - 今治市内で業界初の求人広告での養成乗務員募集開始。
- 1992年
  - 3月 - 養成乗務員での市内初の女性乗務員誕生。
  - 7月 - 9人制ジャンボタクシー導入。
- 1993年4月 - 同業者4社による夜間共同配車センター設立、開始。
- 1996年5月 - 顧客管理用のコンピューター導入。
- 2000年
  - 1月 - 乗務員のヘルパー養成開始。
  - 11月 - 救援事業開始（便利屋サービス＆ケアサービス）。
- 2001年5月 - 訪問介護事業所（ときわケアサービス）開設[1]。
- 2002年7月 - 専門員によるタクシー代行開始。
- 2003年4月 - 障害福祉サービス事業開始。携帯電話によるE-CABかけつけサービス開始。
- 2004年
  - 3月 - 4社によるGPS24時間共同配車開始。
  - 4月 - 居宅介護支援サービス事業開始。
- 2006年
  - 3月 - 菊間営業所を開設。
  - 8月 - 介護予防訪問介護サービス開始。
- 2007年
  - 1月 - 夜間対応型訪問介護事業開始。
  - 11月 - 子育てタクシー運行開始。
- 2009年4月 - 高部タクシー譲渡譲受新会社スタート。
- 2010年
  - 3月 - バリィさんタクシーの運行スタート[2]。
  - 11月 - 高部介護事業所（高部ケアサービス）開設。
- 2011年4月 - 今治初のUDタクシー（ラクティス）導入。
- 2012年
  - 3月 - ときわデイサービス事業所開設。
  - 4月 - 三芳営業所（譲渡譲受による）開設（11台）。
- 2014年2月 - みよしケアサービス事業所開設。
- 2015年
  - 9月 - 従業員募集における会社説明会開始。
  - 10月 - タクシー乗務員登録制度開始。
- 2016年
  - 3月 - ストレッチャー付寝台車導入。
  - 5月 - 5人乗り中型車シエンタ導入。
- 2018年
  - 4月 - 車いす兼用車シエンタ導入。ペタペタ桜タクシー運行開始。
  - 7月 - アウトソーシング事業開始。
- 2022年4月 - 朝倉地域乗合タクシーの実証運行開始[3]。
- 2023年10月 - 玉川地域乗合タクシーの運行開始。

## 乗合タクシー
玉川地域乗合タクシー
- 2023年9月末で瀬戸内運輸の鈍川線、葛谷線が廃止となったのに伴い、同年10月より今治市より委託を受けて玉川地域で運行を行っている。予約制となっており、予約がなければ運行を行わない。

- 路線
  - 旧市内エリア行き（イオンモール今治新都市、山内病院など）
  - 玉川地域内

## 関連会社
- 高部タクシー株式会社（一般乗用旅客自動車運送事業）